# Pánuco (kommun i Mexiko, Zacatecas)
Pánuco är en kommun i Mexiko.   Den ligger i delstaten Zacatecas, i den centrala delen av landet, 500 km nordväst om huvudstaden Mexico City. Antalet invånare är 14 897. Arean är 555 kvadratkilometer.
Terrängen i Pánuco är platt åt nordost, men åt sydväst är den kuperad.
Följande samhällen finns i Pánuco:
- Pozos de Gamboa
- La India
- Llano Blanco Sur
- San José de la Era